# 莱热
莱热（法語：Les Gets，法語發音：[le ʒɛ]）是法国上萨瓦省的一个市镇，位于该省东北部，属于博讷维尔区。莱热位于阿尔卑斯的沙布莱山谷之中，境内有多处滑雪场。

## 地理
莱热（46°9'35"N, 6°40'13"E）面积29.98 平方千米，位于法国奥弗涅-罗讷-阿尔卑斯大区上萨瓦省，该省份为法国东部省份，历史上为薩伏依的一部分，北与瑞士接壤，西接安省，南至萨瓦省，东与瑞士和意大利接壤。
与莱热接壤的市镇（或旧市镇、城区）包括：拉科特达尔布罗、莫尔济讷、塔南日。
莱热的时区为UTC+01:00、UTC+02:00（夏令时）。

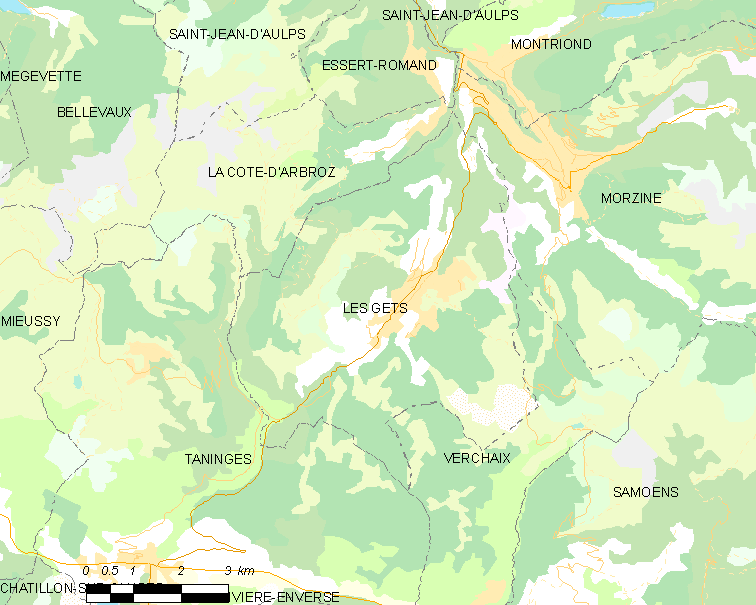
莱热的OSM定位图

## 行政
莱热的邮政编码为74260，INSEE市镇编码为74134。

## 政治
莱热所属的省级选区为埃维昂莱班县。

## 交通
上萨瓦省省道D902线经过境内。

## 人口

1962-2008年间莱热人口变化图示

莱热于2022年1月1日时的人口数量为1227人。